# Roger Diener
Roger Diener (* 7. März 1950 in Basel) ist ein Schweizer Architekt und emeritierter Universitätsprofessor.

## Werdegang
Roger Diener studierte bis 1976 Architektur an der ETH Zürich, u. a. bei Luigi Snozzi. Nach seinem Diplom bei Dolf Schnebli stieg er 1978 in die Firma seines Vaters Marcus Diener ein, die er unter dem Namen Diener & Diener Architekten seit 1978 mit Dieter Righetti und Andreas Rüedi fortführt und seit 2011 mit Terese Erngaard, Michael Roth und Andreas Rüedi leitet. Diener lehrte als Gastdozent (1985) und Professor (1987–1989) an der EPF Lausanne, als Gastdozent Harvard University Graduate School of Design (1989–1994) und als Professor an der ETH Zürich (1999–2015). Roger Diener führte an der Architekturabteilung zusammen mit Jacques Herzog, Pierre De Meuron und Marcel Meili das "Studio Basel".

## Bauwerke
siehe Diener & Diener

## Ehrungen und Preise
- 2002: Grande Médaille d’Or d’Architecture der I’Académie d’Architecture Paris
- 2009: Swiss Art Award[4]
- 2009: Prix Meret Oppenheim
- 2011: Heinrich-Tessenow-Medaille
- 2019: Ehrendoktor der Bauhaus-Universität Weimar[5]
- 2019: Kulturpreis des Kantons Basel-Stadt[6]